# Sprotin
Sprotin er et færøsk bogforlag i Vestmanna på Færøerne. Forlaget blev etableret i 1993 af Jonhard Mikkelsen, som også er nuværende chefredaktør. Sprotin har siden sin grundlæggelse udviklet sig til et af de største forlag på Færøerne.

## Sprotins ordbøger
Fra 2010 til 2014 havde elever og lærere i Færøerne gratis adgang til Sprotins ordbøger. Der var tale om en forsøgsordning, og Færøernes kulturministerium betalte for ordningen. Den 1. januar 2015 udgik aftalen, efter at Kulturministeriet havde opsagt den og krævede, at kommunerne betalte en del af omkostningerne. Eleverne mistede den gratis adgang til ordbøgerne, som de havde vænnet sig til siden 2010, de behold dog adgangen, mens de var i skole, men ikke mens de var udenfor skolen. Der var megen debat om dette, og elever fra gymnasier og folkeskoler gik i en-dags strejke for at protestere, dette skete bl.a. ved gymnasiet i Tórshavn og Suðuroy, hvor eleverne satte sig i trapperne og nægtede at modtage undervisning. I folkeskolen ved Oyrarbakki udeblev eleverne fra skole i en dag for at protestere, at de havde mistet adgangen til ordbøgerne. Ved Eysturskúlin i Tórshavn, som er Færøernes største folkeskole, demonstrerede de også ved at samle underskrifter, som de afleverede til Tórshavns borgmester, Heðin Mortensen, den 16. januar 2015. Borgmesteren lovede, at der ville komme en løsning på problemet. Han kunne godt love, at det for Tórshavn kommunes vedkommende slet ikke var noget problem at betale for ordbøgerne, således at alle elever i kommunen fik adgang til netorbøgerne igen, men han så helst, at alle Færøernes kommuner fandt en fællles løsning, og den skulle helst være for hele verden.

### Sprotins ordbøger gratis til hele verden
Den 16. januar 2015 blev Mentanarvirðisløn Landsins (Færøernes Landsstýres Kulturpriser) uddelt af kulturminister Bjørn Kalsø. Han sagde bl.a., at der nu var fundet en løsning vedrørende de færøske netordbøger. Den dag blev en aftale underskrevet mellem tre parter: Kulturministeriet, Kommunufelagið og Sprotin, således at hele verden får gratis adgang til alle 13 ordbøger fra forlaget Sprotin.
I et læserbrev fra 17. december 2014 anmodede Páll Isholm de færøske politikere om at finde finansieringen som skulle til for at færøske elver kunne få gratis adgang til de færøske netordbøger, og ikke blot elever, men alle færinger og hele verden.

## Hæder
- 2011 - Jonhard Mikkelsen modtog Heiðursgáva Landsins 2010 (Færøernes hæderspris, som er en af kulturpriserne fra Færøernes landsstyre for hans arbejde for færøsk litteratur gennem hans forlag Sprotin.[5]